# اشفورد
اشفورد (به انگلیسی: Ashford) یک برند سیگار است؛ که در حال حاضر توسط فیلیپ موریس تولید می‌شود. مالک فعلی این برند فیلیپ موریس است.